# Сон Сын Себ
Сон Сын Себ, другой вариант Сон Сын-Себ (1 июня 1922 года, уезд Ёсан, провинция Южный Чхунчхон, Корея — 27 февраля 2014 года, Николаевская область, Украина) — звеньевой колхоза имени Микояна Нижне-Чирчикского района Ташкентской области, Узбекская ССР. Герой Социалистического Труда (1951).

## Биография
Родился в 1922 году в крестьянской семье в одном из сельских населённых пунктов уезда Ёсан провинции Южный Чхунчхон, Корея (в советских документах место рождения — Ханкайская волость Никольск-Уссурийского уезда Приморской области Дальневосточной Республики). В 1931 году вместе с родителями эмигрировал на советский Дальний Восток. Трудовую деятельность начал 12-летним подростком. Трудился разнорабочим на различных производствах.
В 1937 году депортирован на спецпоселение в Ташкентскую область Узбекской ССР. В 1939 году окончил 9 классов средней школы № 7 имени Молотова в Нижне-Чирчикском районе. С 1940 года — рядовой колхозник колхоза «Северный маяк» Средне-Чирчикского района. В последующие годы: звеньевой колхоза имени Микояна Нижне-Чирчикского района (1950—1954), рядовой колхозник, бригадир полеводческой бригады, рыбовод, заправщик колхоза имени Ленина Нижне-Чирчикского района (1955—1982).
В 1950 году звено под руководством Сон Сын Себа собрало в среднем с каждого гектара по 99,7 центнера зеленцового стебля кенафа на участке площадью 6,3 гектара. Указом Президиума Верховного Совета СССР от 22 мая 1951 года удостоен звания Героя Социалистического Труда с вручением ордена Ленина и золотой медали «Серп и Молот».
Персональный пенсионер союзного значения. В 2005 году переехал на Украину. Последние годы своей жизни проживал в Николаеве.
Умер в феврале 2014 года. Похоронен на кладбище в селе Галицыново Витовского района Николаевской области.
Награды
- Герой Социалистического Труда
- Орден Ленина — дважды (1951, 1953)
- Орден Трудового Красного Знамени (1948)
- Медаль «За трудовую доблесть» (1949)
- Медаль «За доблестный труд в Великой Отечественной войне 1941—1945 гг.»